# Nothaphoebe cavaleriei
Nothaphoebe cavaleriei là loài thực vật có hoa trong họ Nguyệt quế. Loài này được (H. Lév.) Yen C. Yang miêu tả khoa học đầu tiên năm 1945.